# Elthusa turgidula
Elthusa turgidula is een pissebed uit de familie Cymothoidae. De wetenschappelijke naam van de soort is voor het eerst geldig gepubliceerd in 1926 door Hale.